# 바르바로사 작전
바르바로사 작전(1941년 6월 22일 ~ 1941년 12월 5일)은 제2차 세계대전 당시 나치 독일을 위시로 한 추축국이 소비에트 연방을 침공한 작전이다. 380만 명 이상의 추축군이 2,900km 가량의 전선을 따라 소련의 서부 영토를 선전포고 없이 불가침조약을 파기하고 일제히 공격했다. 그들의 목표는 북극해 연안의 아르한겔스크와 볼가 강 하구의 아스트라한 사이, 일명 A-A 선까지 진격함으로써 러시아의 유럽영토를 차지하는 것이었다. 이 작전은 역사상 가장 많은 병력이 동원되고 그에 비례하여 가장 많은 사상자가 발생한 단일 군사작전이었는데, 1941년 12월 5일 공식적으로 종료되기 전까지 대략 1000만 명의 이상의 병력이 전투에 참여했으며 800만 명 이상의 사상자가 발생했다. 바르바로사 작전의 실행은 제2차 세계대전의 본격적인 격화를 알렸으며, 역사상 가장 거대하고 잔혹한 동부 전선의 서막을 열었고 소련을 연합국의 편에 참전시켰다.

## 개요
작전명은 신성 로마 제국의 황제였던 프리드리히 1세의 별명 '바르바로사'(붉은 수염)에서 유래했다. 프리드리히 1세는 명군으로 불린 전설적 인물로 동방에 관심을 기울였기에 대소련전에 걸맞다고 판단한 것으로 여겨지며, 붉은 수염은 스탈린을 암시하기도 한다고 한다. 또한 독일 육군은 공격작전명에 색깔 이름을 붙이는 전통이 있어, 이것의 발전형이라고도 생각된다.
나치 독일은 공산주의를 근절하고 동방 영토를 확보하여 독일인들의 '생활권'을 확보하려는 그들의 이념적 목표를 이 작전을 통해서 궁극적으로 실천하려 하였으며, 그에 맞춰 시행된 정책들은 시베리아로의 강제 추방, 독일화, 노예화, 집단학살 등을 통해 해당 지역의 슬라브인을 절멸시키는 데 초점을 두었다. 심지어 독일 당국의 특수작전집단(독일어: Einsatzgruppen 아인자츠그루펜[*])은 아예 가스 처형실 등을 만들어 홀로코스트의 일환으로서 소련 영내의 유대인들을 의도적으로 살해하기도 했다.
1939년 이래로, 나치 독일은 소비에트 연방과 불가침조약을 체결하고 폴란드를 분할하였으며 상호 간에 원자재와 기술을 교환하는 협정을 맺었다. 1940년 7월에 소련이 루마니아로부터 베사라비아와 부코비나를 점령하자, 독일의 국방군최고사령부는 그해 12월 아돌프 히틀러의 승인을 받아 소련 침공계획을 구상하기 시작했다. 이듬해 초엽에 소련의 지도자였던 이오시프 스탈린은 독일이 자국에 대해 전쟁을 일으킬 수 있다는 첩보를 입수했음에도, 터무니없는 소리로 일축하면서 오히려 독일군을 자극할 수 있다는 이유로 붉은 군대의 동원을 명령하지 않았다. 그 결과 소련은 침공 초기에 막대한 피해를 입고 영토 대부분을 추축군에게 넘겨줘야 했다.
1941년 6월 22일, 바르바로사 작전이 발동되면서 대규모 지상 공격과 공습이 예고없이 시작되었다. 곧 추축군은 300만 명이 넘는 소련군을 포로로 사로잡으면서 급속하게 진군하였다. 남부집단군은 우크라이나의 중심지였던 키예프를 9월 19일에, 북동부의 하리코프를 10월 24일에 함락시켰으며 비슷한 시기에 크림 반도의 대부분을 점령하였다. 1941년 9월 8일부터는 북부집단군이 핀란드군과 함께 발트해 연안을 침공한 뒤 레닌그라드를 포위하였다. 독일이 주력을 집중했던 중부집단군은 1941년 7월 말엽 스몰렌스크를 점령한 후 10월 2일이 되면 모스크바 인근에 도달하였다. 그러나 라스푸티차로 인한 이동속도 저하와 혹독한 날씨, 그리고 보급 부족으로 인해 추축군의 공세는 그들이 모스크바의 외곽에 이른 12월 5일부터 크게 둔화되기에 이르렀다. 이를 기점으로 소련의 대대적인 반격이 시작되었다.
바르바로사 작전의 실패는 나치 독일과 소련의 운명을 갈랐다. 전술적으로 독일은 소련의 가장 중요한 지역들을 점령했을 뿐만 아니라 병력의 교환비, 전차·항공기 등의 손실에 있어 압도적인 승리를 거두었다. 국방군최고사령부는 이전 폴란드나 프랑스처럼 소련이 빠르게 항복할 것이라 여겼지만, 소련은 예상외로 강력하게 저항하면서 독일군을 소모전으로 끌어들였다. 이 작전에서 소련만큼은 아니지만 상당한 피해를 입었던 독일군은 더 이상 전선 전역에서 강력한 공세를 가할 수 없게 되었고, 이를 만회하기 위해서 1942년의 청색 작전이나 1943년의 성채 작전과 같이 다른 작전을 시도해보았으나 이들 모두 실패로 끝났다.

## 배경
아돌프 히틀러는 자신의 저서 《나의 투쟁》에서 독일인을 위한 넓은 생존권이 필요하니 이를 위해 동쪽의 영토가 필요하다는 것을 밝혔다. 히틀러는 슬라브인을 열등인종으로 보고 그들을 추방하고 광대한 영토에 식민지를 건설할 계획이었다.
나치 독일과 소비에트 연방은 폴란드 침공 직전 독소불가침조약을 체결하고 우호관계를 맺었다. 이것은 독일과 소련이 중앙 유럽의 분할지배에 합의하고 상호 안전 보장 조약을 맺은 것이다. 독소불가침조약은 세계를 놀라게 했다. 절대 손을 잡지 않을 것처럼 보였던 양대 적대세력이 손을 잡은 것이기 때문이다. 그러나 이것은 독일에게 있어 일시적인 보험에 불과했다.
독일 육군 최고사령부는 영국을 후방에 두고 소련을 공격하여 2개의 전선을 만드는 것을 염려했지만, 히틀러는 측근들의 조언을 무시하고 작전개시를 명령했다. 히틀러는 전격전의 성공에 힘입어 소련군과의 전투에서도 승리를 확신하고 있었다. 그는 소련을 무너뜨리지 않는다면 나치 독일이 사라질 거라고 생각했다. 또한 소련군에 대한 신속한 승리가 영국과의 화평을 촉진시키길 기대하고 있었다.
히틀러와 독일군 지휘부는 3개의 집단군을 각각 소련의 특정지방에 있는 대도시를 공격, 점령목표로 삼아 할당했다. 2개 군(軍)과 제 4기갑집단으로 구성된 빌헬름 폰 레프 원수가 이끄는 북부 집단군은 발트해 연안에 있는 발트 3국을 경유해 북러시아에 침입하여 레닌그라드의 점령 혹은 파괴를 목표로 했다. 2개 군과 제 2, 제 3기갑집단으로 구성된 페도르 폰 보크 원수의 중부집단군은 현재의 벨라루스를 통과하여 러시아의 중서부를 진군하여 모스크바에 직접 공격하여 점령하는 것이 목표였다. 3개 군과 제 1기갑집단, 루마니아 2개군으로 편성된 게르트 폰 룬트슈테트 원수의 남부집단군은 소련의 최대 곡창지대이며, 거대한 공업지대이고, 인구밀도도 높은 우크라이나 지역을 공격하여 키예프를 공략한 후 남러시아의 초원을 넘어 동쪽의 볼가강까지 진군한다는 계획을 세웠다.
최종적으로는 아르한겔스크-아스트라한 선까지 진출할 계획으로 그 때문에 동절기 장비도 준비하였다. 하지만 장비의 수가 부족했고, 또 작전 중 병참의 혼란으로 전선부대까지 동절기 장비가 거의 도착하지 못했다.

## 소련과 독일의 준비
개전시점 소련은 주요 군사장비 보유량과 공업 생산력에 있어서 독일을 크게 앞섰다. 소련의 공업 생산은 자본주의국가들이 세계대공황에 시달리던 1930년대에 급속히 발전해 이미 1930년대 말에 소련은 미국의 뒤를 이은 세계 2위의 경제대국이 되었다. 소련은 중공업, 특히 군수산업에 비중을 두고 있었다. 또한 소련의 전차는 독일의 전차에 비해 성능면에서 많은 우위를 차지하고 있었으며, 항공기의 발전도 눈부셔 독일 등 서구제 항공기와 성능도 거의 비슷해졌다.
그러나 스탈린은 1930년대 후반부터 권력 기반을 강화하고자 공산당과 군내부에 있던 반대파에 대한 대숙청을 감행해 적백내전 등을 통해 전투 경험이 풍부한 유능한 육군지휘부를 포함한 수백만 명을 숙청했기 때문에 소련군은 지휘관이 부족하게 되었다.
그외 1940년 독일이 프랑스를 전격전으로 격파한 후에도 소련은 독일군의 진군 속도를 경시했다. 소련군은 전방의 군이 독일군을 국경근처의 요새선에서 저지하는 사이 주력을 후방에 집결시킨 뒤 공격을 가한다는 작전을 상정하고 있었다. 그러나 1939년까지 국경선에 구축된 요새 스탈린선은 같은해 소련이 폴란드의 동쪽을 병합하면서 폐기되었다. 새로운 국경근처의 요새는 구축중에 있었고, 겨우 위치만을 표시하는 존재였다. 새로운 요새선의 구축 완료까지 소련측의 방비는 위태로울 수밖에 없었지만 국경부근에 병력을 배치하는 방침은 변경하지 않았다. 정예부대 대부분을 독일 국경과 시베리아의 만주국 국경에 배치했다.
스탈린은 독일의 공격에 대한 대책을 제대로 세우지 않았다. 조약체결까지 소련은 나치즘의 위협을 선전하면서 국내의 숙청의 구실로 삼았으나 조약체결후에는 모습을 바꿔 반 독일적인 논조를 억압했다. 첩보부로부터 독일군이 국경에 집결한다는 보고를 비롯한 독일의 소련 침공에 대한 경고가 여러차례 있었는데도 스탈린은 그 정보를 독소불가침조약을 파기하려는 영국의 음모라고 생각했다. 정부도 군도 아무런 행동을 취하지 않아, 전선부대의 경고에도 대처를 하지 않았다.

## 독일 침공에 대한 경고
1941년 초부터 독일은 소련을 공격하기 위한 준비를 하고 있었다. 이미 2~3월경 소련 대사관은 독일군의 전쟁물자가 서부전선으로부터 동부로 대거 이동하고 있다는 것을 알았다. 뛰어난 소련의 비밀 첩보요원들이 보낸 여러 가지 경고 중에서도 가장 신빙성 있는 정보가 일본 도쿄에서 활동하는 소련 스파이 리하르트 조르게로부터 들어왔다. 5월 초, 히틀러는 일본 관리에게 소련 정복 계획을 털어놓았다. 히틀러는 일본이 아시아에서 독일과 동시에 소련을 공격하기를 원했고 조르게가 그 정보를 입수했다. 5월 12일, 조르게는 모스크바에 독일군 약 150개 사단이 6월 20일에 소련을 공격한다고 보고했다.
소련에서도 무언가 큰 일이 터질 듯한 조짐들이 나타나고 있었다. 소련 국토 상공을 정찰비행하는 독일 항공기의 수가 점점 더 많아졌고 5월 중순이 되자 주소(駐蘇) 독일 외교관 가족들이 짐을 꾸려 귀국하기 시작했다. 6월 11일, 스탈린은 독일 대사관에서 직원들이 떠날 채비를 하고 있다는 것을 알았다. 3~4일 후, 해군 인민위원 N. G 쿠즈네초프 제독은 몰로토프에게 독일 선박들이 소련 항구로부터 급히 출항하고 있다고 보고했다.
독일군의 공격이 있기 직전까지도 소련은 거의 방어 준비를 하지 않고 있었다. 공격 전날인 6월 21일 국경지대 비행장에서 소련 공군은 일상적인 야간 훈련을 막 끝마친 참이었다. 당시의 비행사들은 수면 부족이었고, 비행기는 연료부족 상태였다. 또 국경의 중요 도시인 브레스트를 지켜야 할 부대들은 여름 기동훈련에 참가하느라 인근 지역에 흩어져 있었다. 발트 군관구 사령관 표도르 I. 쿠즈네초프 대장은 중포들을 방어진지에 설치하려고 했다. 그러나 중포를 끌고 갈 차량들이 부족했고, 또 정한 위치에 설치된 중포에서는 포탄이 부족했다.
전쟁이 벌어지기 1주일 전, 키예프 군관구 사령관 M. P. 키르포노스 대장은 모스크바에 대해, 국경 너머에 독일군이 집결중이라고 보고했다. 그리하여 민간인 30만명을 소개시키고 여러 방어거점에 병력을 배치하겠다고 말했다. 그러나 모스크바로부터 그는 "전쟁은 없을 것"이라는 말만 들었다. 그런데 6월 19일, 국방 정치위원 세묜 티모셴코는 키르포노스 대장에게 사령부를 이동해 기습에 대비하라고 말하였다. 그러면서도 티모셴코는 휘하 부대들에게 경계태세를 취하게 하라는 명령을 내리지 않았다.

## 공격
1941년 6월 22일 독일군은 공격을 개시했다. 작전에는 독일군을 주축으로 한 추축군 총 300여 만 명에 달하는 대병력이 동원되는 역사상 최대 육상작전이었다. 이날 오전 3시를 전후하여 독일군 대포 6,000문이 일제히 포문을 열어 국경선 근처 모든 소련군 방어거점과 물자 집적소 등을 포격하기 시작하자, 그와 동시에 독일의 공군기 편대들이 떼지어 나타나 집중적으로 비행장과 민간 목표물을 폭격했다.

## 독일군 전투 서열
바르바로사 작전 초기(1941년 6월~7월) 독일군의 전투 서열은 다음과 같다.

### 북부집단군
북부집단군의 제2대 사령관은 빌헬름 폰 레프 기사(1941년 6월 21일~1942년 1월 17일)이다.
- 제23군단
- 101 후방경계 군지대

제18군 (사령관 게오르크 폰 퀴흘러 상급대장, 1939년 11월 5일~1942년 1월 16일)
- 제1군단
- 제26군단
- 제38군단

제4장갑집단 (제4장갑군, 사령관 에리히 회프너 상급대장)
- 제41장갑군단
  - 제1기갑사단 (사령관 프리드리히 키르흐너 (1941년 7월 17일까지)→이후 발터 크뤼거)
  - 제6기갑사단
  - 제36차량화보병사단
  - 제6보병사단
  - 제269보병사단
  - 제900교도여단
- 제56장갑군단 (사령관 에리히 폰 만슈타인 보병대장)
  - 제8기갑사단
  - 제3차량화보병사단
  - 제290보병사단

제16군 (사령관 에른스트 부슈 상급대장)
- 제2군단
  - 제12보병사단
  - 제32보병사단
  - 제121보병사단
- 제10군단
  - 제30보병사단
  - 제126보병사단
- 제28군단
  - 제122보병사단
  - 제123보병사단

### 중앙집단군
중부 집단군의 초대 사령관은 페도어 폰 보크(1941년 6월 22일~1941년 12월 19일)이다.
제2장갑집단 (제2장갑군, 사령관 하인츠 구데리안 상급대장)
- 제24장갑군단
  - 제3기갑사단
  - 제4기갑사단
  - 제10차량화보병사단
  - 제267보병사단
- 제46장갑군단 (사령관 하인리히 폰 피팅호프 기갑병대장)
  - 제10기갑사단
  - 제2SS기갑사단 다스 라이히 (사령관 빌헬름 비트리히 SS대령)
- 제47장갑군단
  - 제17기갑사단
  - 제18기갑사단
  - 제29차량화보병사단
  - 제167보병사단
- 제12군단
  - 제31보병사단
  - 제34보병사단
  - 제45보병사단

제3장갑집단 (제3장갑군, 사령관 헤르만 호트 상급대장)
- 제39장갑군단
  - 제7기갑사단
  - 제20기갑사단
  - 제14차량화보병사단
  - 제20차량화보병사단
- 제57장갑군단
  - 제12기갑사단
  - 제19기갑사단
  - 제18차량화보병사단
- 제5군단
  - 제5보병사단
  - 제36보병사단
- 제6군단
  - 제6보병사단
  - 제26보병사단

제9군 (사령관 아돌프 슈트라우스 상급대장)
- 제8군단
  - 제8보병사단
  - 제28보병사단
  - 제161보병사단 (6월까지)
- 제20군단
  - 제87보병사단
  - 제162보병사단
  - 제256보병사단
- 제42군단
  - 제102보병사단
  - 제129보병사단

제2군 (사령관 막시밀리안 폰 바이흐스)
- 제12군단
  - 제34보병사단
  - 제52보병사단
  - 제258보병사단
- 제13군단
  - 제17보병사단
  - 제134보병사단
  - 제260보병사단
- 제35군단
  - 제45보병사단 - 브레스트 요새 방어전에 참가
  - 제112보병사단
- 제43군단
  - 제31보병사단
  - 제131보병사단
  - 제293보병사단
- 제53군단
  - 제167보병사단
  - 제267보병사단
  - 제296보병사단

제4군 (사령관 귄터 폰 클루게)
- 제7군단
  - 제7보병사단
  - 제23보병사단
  - 제258보병사단
  - 제268보병사단
- 제13군단
  - 제17보병사단
  - 제78보병사단
- 제9군단
  - 제137보병사단
  - 제263보병사단
  - 제292보병사단
- 제43군단
  - 제131보병사단
  - 제134보병사단
  - 제252보병사단

### 남부집단군
남부집단군의 제1대 사령관은 게르트 폰 룬트슈테트 원수이다.
- 제34군단
  - 제4산악사단 (지휘관 칼 에글시어)
  - 제113보병사단
  - 제125보병사단
  - 제132보병사단
- 제51군단
  - 제79보병사단
  - 제95보병사단

제1기갑군 (클라이스트 기갑집단, 사령관 파울 루트비히 에발트 폰 클라이스트)
- 제13기갑사단
- 제16차량화보병사단
- 제25차량화보병사단
- 제1SS기갑사단 경호친위대 아돌프 히틀러
- 제3장갑군단
  - 제14기갑군단
  - 제44보병사단
  - 제298보병사단
- 제14장갑군단
  - 제9기갑사단
  - 제16기갑사단
  - 제5SS기갑사단 비킹
- 제48기갑군단
  - 제11기갑사단
  - 제57보병사단
  - 제75보병사단
- 제29군단
  - 제111보병사단
  - 제299보병사단

제6군 (사령관 발터 폰 라이헤나우 원수)
- 제17군단
  - 제56보병사단
  - 제62보병사단
  - 제79보병사단
- 제44군단
  - 제9보병사단
  - 제297보병사단
- 제55군단
  - 제57보병사단
  - 제168보병사단
  - 제295보병사단

제11군
- 루마니아 기병군단
- 제11군단
  - 제76보병사단
  - 제239보병사단
  - 루마니아 제8보병사단
  - 루마니아 제6기병여단
- 제30군단
  - 제198보병사단
  - 루마니아 제14보병사단
- 제54군단
  - 제50보병사단
  - 제170보병사단
- 루마니아 산악군단

제17군
- 제4군단
  - 제24보병사단
  - 제71보병사단
  - 제262보병사단
  - 제295보병사단
  - 제296보병사단
- 제49산악군단
  - 제1산악사단 (사령관 후베르트 란츠)
  - 제68보병사단
  - 제257보병사단
- 제52군단
  - 제101엽병사단
  - 제97엽병사단
  - 제100엽병사단
- 슬로바키아 군단

## 브레스트 요새 방어전

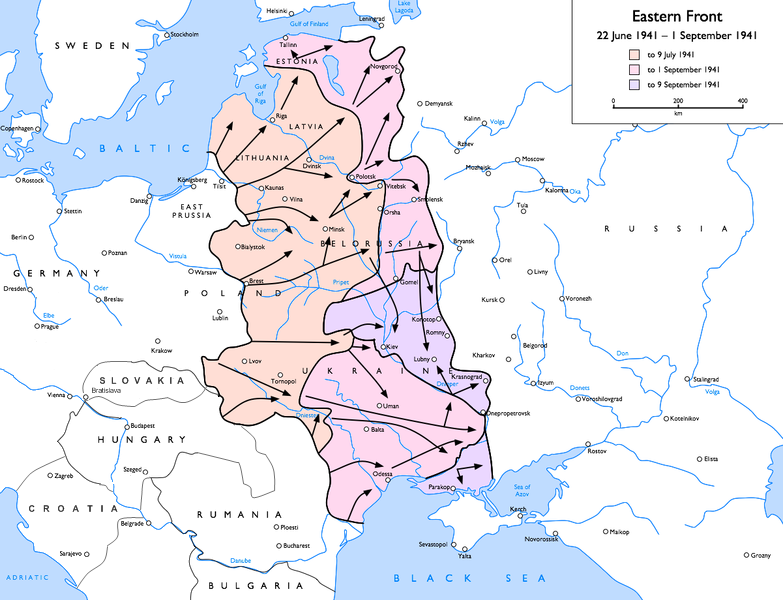
브레스트 전투 기간의 동부 전선 상황.

브레스트 요새 전투는 바르바로사 작전 초기인 1941년 6월 22일부터 29일까지 브레스트 요새에서 일어난 전투이다. 독일군은 바르바로사 작전 첫날 중앙 집단군이 브레스트와 브레스트 요새를 장악하기로 계획했다. 도시와 요새를 점령하기 위해 바르샤바-모스크바 철도 및 고속도로를 따라 부크강을 도하하기로 하였다.

## 브로디 전차전
브로디 전투 또는 두브나 전투는 1941년 6월 23일부터 30일까지 우크라이나의 두브나, 로브노, 브로디 삼각지대에서 벌어진 전차전이다. 이 전투는 쿠르스크 전투 전까지 가장 많은 전차가 동원된 전투로 알려졌다.

## 비아위스토크-민스크 포위전

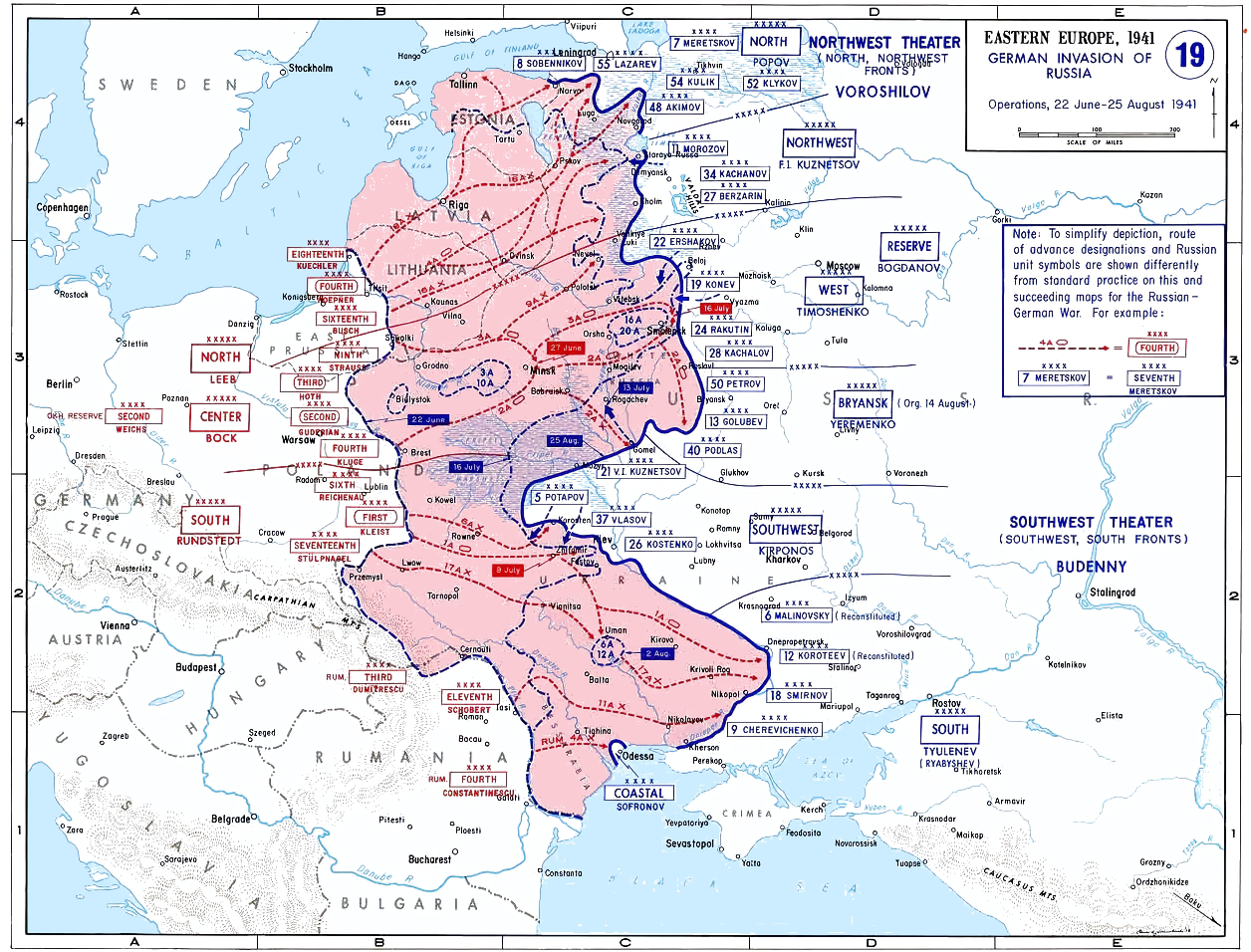
9월 1일, 각군의 배치도

비아위스토크-민스크 전투는 독일 중앙 집단군이 바르바로사 작전 중 6월 22일부터 7월 3일까지 소련 국경에서 발발한 전투이다. 이 전투의 목표는 민스크 주변에 소련군을 포위시키는 것으로 달성했다.

## 발트 작전
발트 작전 또는 리투아니아-라트비아 방어 작전은 1941년 6월 22일부터 7월 9일까지 나치 독일과 소비에트 연방이 리투아니아, 라트비아, 에스토니아 지역에서 벌인 광대한 전투들을 포괄하는 작전이다. 이 작전에서 알리투스 전투, 라세이냐이 전투, 리가 전투, 항코 방어전 등이 벌어졌다.

## 스몰렌스크 포위
스몰렌스크 전투는 제2차 세계 대전중 바르바로사 작전에서 아돌프 히틀러의 독일 국방군의 진격을 매우 느리게 만든 전투이다. 이 전투는 1941년 7월 10일부터 9월 10일까지 스몰렌스크 주변 지역에서 진행되어 모스크바를 400km 앞둔 지점에서 2달동안 지체되었다.

## 오데사 포위전

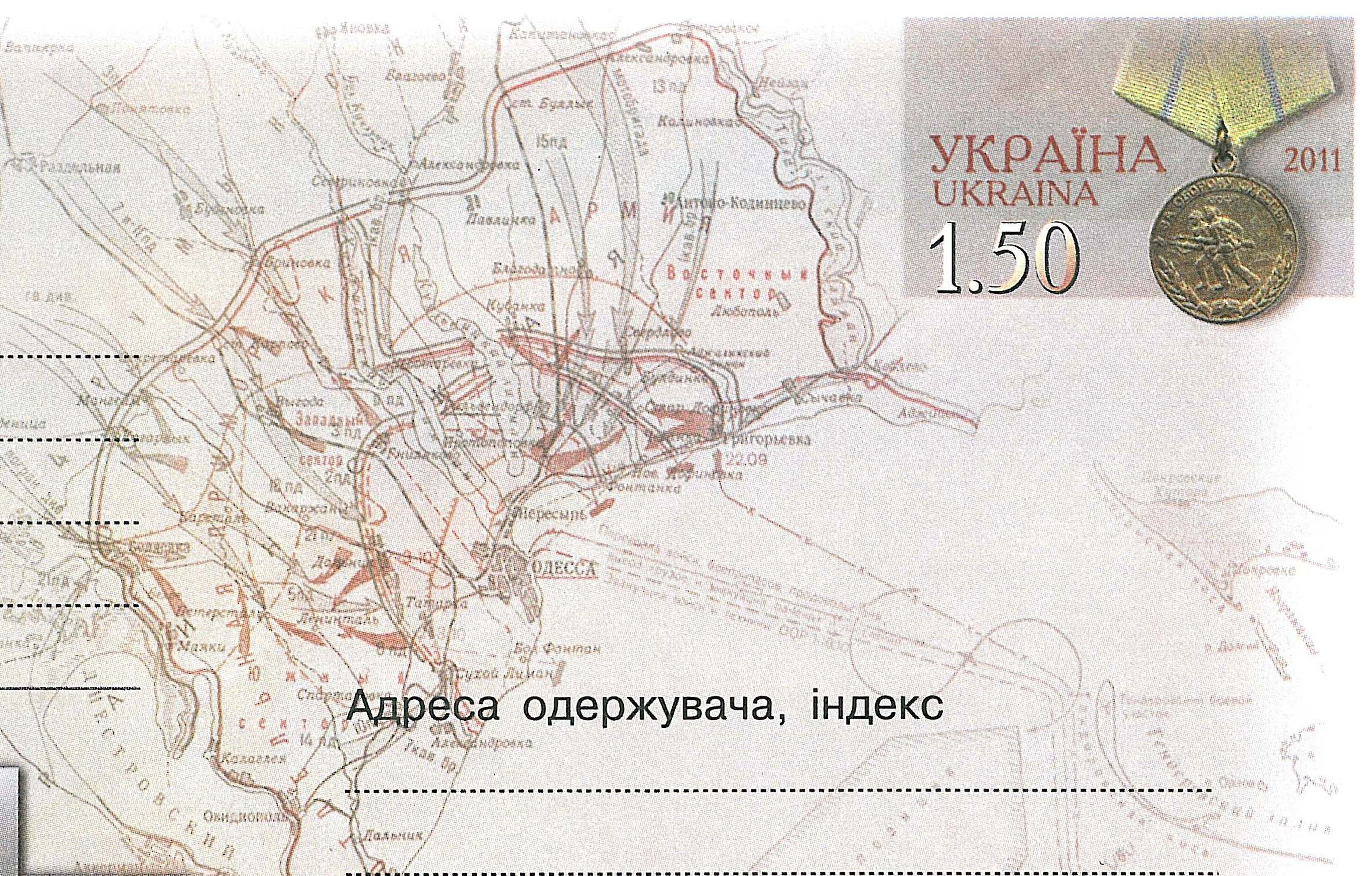
오데사 공방전 지도.

오데사 포위전은 1941년 8월 8일부터 10월 16일까지 오데사 지역에서 벌어진 공방전이다.

## 키예프 포위전
키예프 전투는 제2차 세계 대전 중 독일군이 소련령 우크라이나 키예프에서 진행했던 거대한 포위전이다. 이 전투는 역사적으로 가장 많은 군이 포위된 전투로 알려져 있다. 이 작전은 바르바로사 작전의 일부로 1941년 8월 23일부터 9월 26일까지 진행되었다. 목적은 이미 점령한 키예프 서쪽 및 북쪽의 진지로부터 독일군이 뻗어나와, 키예프를 크게 우회하여 그 동쪽에서 결합함으로써 포위망을 만드는 것이었다.

## 브랸스크 전투
브랸스크 전투는 1941년 10월 2일부터 21일까지 진행된 브랸스크주의 전투이다. 미하일 칼라시니코프가 참여한 이 전투는 AK-47 자동소총 발명의 촉매 역할을 했다.

## 세바스토폴 공방전

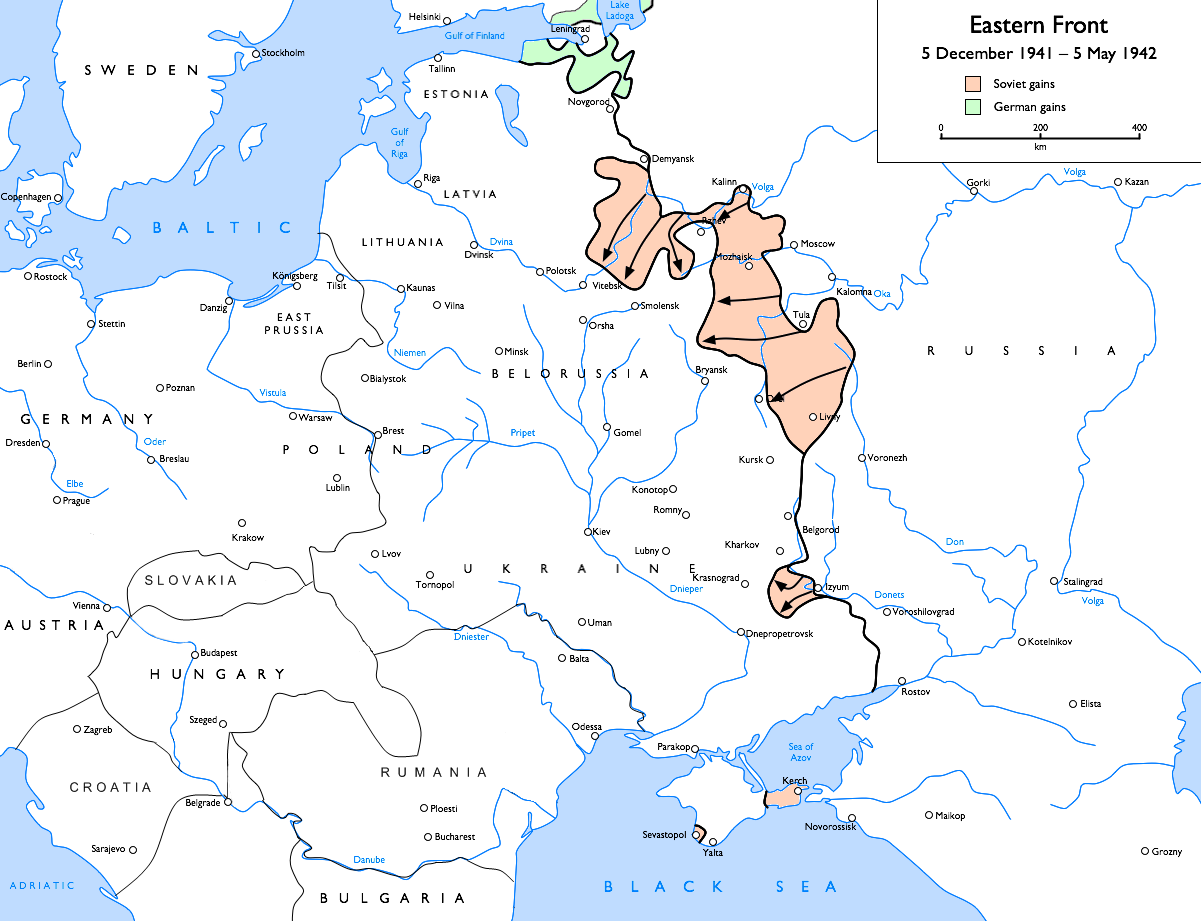
세바스토폴 포위전 시기 동부 전선의 상황도

세바스토폴 포위전은 1941년 10월 30일부터 1942년 7월 4일까지 크림반도의 세바스토폴에서 벌어진 포위전이다.

## 바르바로사 작전의 실패
그러나 독일군이 뒤늦게 모스크바로 진출하고자 했을 때는 가을비에 의해 땅이 진흙탕이 되었고, 뒤이어 겨울의 한기로 인해 진군이 정지되었다.
소련군이 보유하고 있던 KV-1 중(重)전차와 T-34 중(中)전차는 독일의 당시 전차보다도 우수했기 때문에, 전차전술에서 자타가 공인하던 독일군에게 커다란 충격을 주었다. 그 대책으로 독일군은 급히 신형전차(티거1 급의 전차)의 배치와 기존전차의 개량을 추진하게 되었다.
발트해지역과 레닌그라드 점령이 목표였던 북부집단군은 1941년 8월까지 레닌그라드 남부 주변까지 진군했으나, 맹렬한 소련군의 저항에 저지당했다. 독일군은 기갑부대가 레닌그라드에서 시가전에 휘말리는 것을 두려워해 제 4기갑집단을 모스크바공격을 위해 중부집단군으로 전속시켜 레닌그라드에는 포위와 봉쇄에 의한 보급단절을 결정했다. 그러나 1944년 전반 소련군이 레닌그라드를 독일군의 포위에서 해방시킬 때까지 레닌그라드는 점령되지 않았다. 레닌그라드는 영웅도시의 칭호를 받은 최초의 소련 도시가 되었다.
키예프 공략 후, 하인츠 구데리안 장군이 지휘하는 제2기갑군 은 중부집단군에 복귀해, 최후 최대의 목표였던 모스크바 공략을 위한 태풍 작전이 개시되었다. 뱌지마, 브랸스크의 2중포위전에서 소련군은 다시 50만 병력을 잃었다. 그러나 이후 가을의 장대비가 찾아오면서 도로면이 진흙탕이 되면서 독일군의 전진은 정지되고 그 사이 소련군은 모스크바 정면에 방위체제를 재구축했다. 찬 기운의 도래와 함께 땅이 얼자 다시 독일군은 전진을 재개했지만 추위가 심해지면서 독일군의 전진속도가 떨어지고, 시베리아 방면에서 도착한 정예부대의 증원을 받은 소련군의 저항도 있어 12월 초순에 이르러 정지되었다. 만족스런 동계전용 장비도 없고, 보급도 충분하지 못해 각 전선에서 정지한 독일군에 대해 소련군의 동계반격이 개시되었고, 그 반격의 대부분은 모스크바에 접근한 중앙집단군에 집중되었다. 모스크바는 이후 영웅 도시의 칭호를 받았다.

## 초기 소련의 패배원인과 소련군의 문제
소련군의 개전초기의 대패의 원인은 단순하다. 소련군의 전력 대부분이 독소국경에 집결하였던 것이다. 국토는 조금이라도 넘겨주지 않는다라는 경직된 사고때문에 전투 개시 수시간만에 거의 대부분이 격파되는 상황이 발생했던 것이다. 독일이 만들어낸 전격전에 대해 유효한 방어는 만들어내지 못했다. 전격전에 대해 역효과라고 생각되는 전술때문에 막대한 인원과 자원을 소모했다.
1941년 6월 22일 소련군이 당면하고 있던 준비부족은 방어거점에 병력을 배치하지 않았다든가, 동력이 없어서 포를 움직이지 못했다든가 하는 피상적인 것뿐만이 아니라 보다 더 심각한 문제를 내포하고 있었다. 소련군은 병력 약 500만을 보유하는 세계 최대 육군이기는 했으나, 장비의 빈약과 비능률에 휩싸인 군대였다. 또 주로 스탈린의 손에 의해 지난 20년간 격변에 시달린 끝에 바르바로사 작전 당시에는 전력약화, 사기저하, 최고 지휘관의 해임 등 여러 가지 어려움에 시달리고 있었다.
그러나 상당한 인구 및 생산설비, 농지 등을 잃은 후에도 소련이 독일을 격파한 사실은 소련이 결코 약하지 않았다는 것을 증명한다. 이때까지 나치 독일이 싸운 군대와 비교하여 소련군은 '끈질김'에 있어서 전혀 다른 군대였다. 전쟁이 진행되는 동안, 그리고 전멸할 때까지 저항을 멈추지 않은 소련군에 의해 전격전의 효력은 서서히 사라져 갔다. 그리고 후반의 랜드리스의 공헌까지 탄력을 받은 소련은 나치 독일을 분쇄하기에 이른다.
근년에 이르러 '스탈린이 독일을 자극해 선제공격을 하게 만들었다.'라는 설이 러시아의 역사가들에게서 나와 논쟁이 되었다. 이 설에 의하면 소련군의 독일-소련 국경배치도 그 때문이라는 것이다. 허나 초반 소련 주력의 대부분이 기습에 의해 궤멸되었다는 점과 독소전 사망자가 2천5백만명이 넘는다는 점을 감안한다면 신빙성은 거의 없다고 봐도 좋을 정도이다.

## 결과
단기결전이 가능한 목표로 보고 시작한 작전은 실패로 끝났다. 수도 모스크바 공략을 통해 소련을 굴복시키려 했던 태풍작전은 그동안의 모스크바 방면의 방위강화로 인해 실패하게 되었다. 소련군에 의한 동계반격에 의해 독일군 모든 전선에서 공황적인 패주, 붕괴가 일어났으나 히틀러의 사수명령과 각 부대의 분전에 의해 어느 정도 버틸 수 있었다. 그러나 단기결전을 예상하고 전투를 벌였던 독일군은 러시아의 주요 도시는 점령하지 못했고 예상하지 못한 소모전을 벌여야 했다. 또한 히틀러의 퇴각 불가명령에 따르지 않은 장군의 대량경질은 국방군내에 커다란 불평을 일으켰다.
바르바로사 작전 실패의 최대 이유는 러시아의 땅이 생각보다 광대하여 독일군의 보급이 이를 쫓아가지 못하고, 소련의 전쟁수행능력이 독일측의 예상보다 높았던 것이다. 또한 독일에 적대한 여타 군대와는 달리, 소련군은 전선이 내륙부까지 진행되었는데도 격렬하게 저항했다. 최초의 일격에 소련군 전체가 붕괴되었다고 보았던 히틀러의 생각은 너무나 낙관적이었다. 러시아는 레닌그라드, 모스크바, 남부의 자원지대 등으로 전략적 목표가 분산되어 있어 독일군은 어느 한곳에 중점을 두지 않고 모든 곳에 대해 병력을 3개로 나눴다. 이것은 병력의 분산을 초래했고, 모든 주요목표의 공략에 실패로 끝나는 동시에 보급의 곤란을 불렀다. 또 히틀러가 유고슬라비아에 있던 반 나치정권의 전복에 간섭하고, 무솔리니가 독단적으로 침공한 그리스 침공작전이 대실패로 끝나 그리스군에게 역습을 당한 것이 있다. 그것에 기갑부대의 투입을 승인하는 것으로 인해, '실제 작전 개시 시점' 인 5월 15일에서 1개월 이상 연기된 것과, 같은해 겨울이 다른해에 비해 매우 빨리 찾아온 것도 큰 영향을 끼친 것이라 생각된다.
다음 해(1942년), 독일군은 다시 크게 승리했고 소련의 주요 유전이 집중된 코카서스 지방의 제압을 목표로 한 청색 작전을 발동하였다. 더군다나 케르치 해협을 낀 카프카스지방에 인접한 크리미아 반도의 제압이 난항을 거듭하고 세바스토폴 전투가 청색 작전 발동 전후에 이루어졌다. 그러나 소련군은 스탈린그라드 전투에서 결정적인 승리를 거두었고 독소 전쟁의 흐름은 완전히 바뀌게 되었다.

## 같이 보기
- 무기대여법
- 제2차 세계 대전 동부 전선의 연표
- 유대인 문제에 대한 최종 해결책
- 위성국

## 참고 문헌
- '라이프 2차 세계대전', <독·소의 격전>
- Beevor, Anthony (2004).  안종석 옮김, 편집. 《《여기 들어오는 자, 모든 희망을 버려라》》. 서해문집. ISBN 978-89-7483-211-7.

### 설명주
1. ↑  
 · 독일어: Unternehmen Barbarossa 운터네흐멘 바르바로사[*]
 · 러시아어: Операция «Барбаросса» 오페라치야 바르바로사[*]
 · 영어: Operation Barbarossa 오퍼레이션 바르바로사[*]
2. ↑  일례로 폴란드 침공 당시의 작전명은 '백색 상황(Fall Weiß)'이었고, 프람스 침공 당시의 작전명은 '황색 상황(Fall Gelb)'이었다.
3. ↑  곡창지대였던 우크라이나와 광물자원이 풍부한 벨라루스, 그리고 카프카스의 유전지대를 확보하려는 목적도 있었다.
4. ↑  자세한 것은 역사학자 라울 힐베르크의 '라트비아 및 우크라이나의 유대인 학살' 참조.[6]
5. ↑  지금의 상트페테르부르크

### 인용주
1. ↑  Citino 2021.
2. ↑  Anderson, Clark & Walsh 2018, 67쪽.
3. ↑  Dimbleby 2021, xxxvii–xxxviii쪽.
4. ↑  Rich 1973, 204–221쪽.
5. ↑  Snyder 2010, 416쪽.
6. ↑  Hilberg 1992, 58–61, 199–202쪽.
7. ↑  United States Holocaust Memorial Museum 1996, 50–51쪽.
8. ↑  지오프리 파커 (2004년). 《아틀라스 세계사》. 148~149쪽. ISBN 978-89-5828-033-0.
9. ↑  허진 (2022년 4월). 《바르바로싸 BAEBAROSSA 중앙집단군 1941.1-12》. 수문출판사. 1-975쪽. ISBN 978-89-7301-002-8.
10. ↑  기갑집단에서 개칭